# Antwerp Giants in het seizoen 2022/23
Het seizoen 2022/2023 was het 28e jaar in het bestaan van de Antwerpse basketbalclub Antwerp Giants. De club kwam uit in de BNXT League.

## Seizoen
De Giants kregen met de Kroaat Ivica Skelin een nieuwe coach en Guy Muya werd assistent-coach. Interim-coach Luc Smout keert terug naar de tweede ploeg. Enkele vastewaardes vertrokken waaronder alle buitenlandse spelers en Belgen Dennis Donkor, Niels De Ridder en Niels Van den Eynde. Er werden vijf Amerikanen aangetrokken in de zomer samen met Vince Van Cleemput die overkwam van Oxaco BBC. Een dag voor vertrek naar België liep Arik Smith een zware knieblessure op waardoor hij een heel seizoen moest missen als vervanger werd Avery Woodson aangetrokken.
De Antwerp Giants kenden een zeer slechte seizoenstart en stuurde na enkele speeldagen de Amerikanen Maurice Watson en Quentin Goodin al weg. Zij werden vervangen door Spencer Butterfield. Begin november werd bekendgemaakt dat Avery Woodson die een contract had tot eind november geen nieuw contract kreeg. Als vervanging werden de Amerikanen Desonta Bradford en Brandon Anderson aangetrokken.
Begin januari werd bekendgemaakt dat Hamm niet meer uitkwam voor de Giants nadat hij niet terugkeerde vanuit de Verenigde Staten. De eigenaar van het agentschap van de Amerikaan is dezelfde als de nieuwe eigenaars van Liège Basket en Luik en Antwerpen speelden hun bekerwedstrijd later die maand. Hij verliet de club uiteindelijk officieel eind januari omwille van mentale problemen na het overlijden van zijn grootvader. Hij werd opgevolgd door de Servische center Ivan Marinković. De Giants eindigde het reguliere seizoen als tweede achter Oostende en kwalificeerde zich zo voor de Elite Gold.  
In de Beker van België werd er in de kwartfinales gewonnen van de Leuven Bears, in de halve finale werd er gewonnen van Liège Basket. In de finale werd er gespeeld tegen BC Oostende. In de finale versloegen de Giants Oostende met 77-71 en wonnen zo hun vijfde bekertitel. Na het uitvallen van Butterfield in de finale van de beker werd de Duitser Ferdinand Zylka aangetroken als zijn vervanger, hij kwam over van Brussels Basketball.

### Europees basketbal
De Giants spelen ook Europees basketbal in de FIBA Europe Cup. Ze wonnen in de kwalificatiefase van het Cypriotische AEK Larnaca maar verloren dan van het Portugese Sporting CP. Ze werden als derde Lucky Loser opgevist voor de groepsfase. Ze zaten in de groepsfase met Swans Gmunden, Hapoel Haifa BC en Gaziantep Basketbol. Antwerp werd derde in zijn groep en was daardoor niet door naar de volgende ronde.

## Selectie
Antwerp Giants ·
Apollo Amsterdam ·
Aris Leeuwarden ·
BAL ·
Union Mons-Hainaut ·
Den Helder Suns ·
Donar ·
Feyenoord ·
Heroes Den Bosch ·
Kangoeroes Basket Mechelen ·
Landstede Hammers ·
Leuven Bears ·
Liège Basket ·
Limburg United ·
Okapi Aalst ·
Oostende ·
Brussels Basketball ·
Spirou Charleroi ·
Yoast United ·
ZZ Leiden